# الزلزال (برنامج تلفزيوني)
الزلزال هو برنامج تلفزيوني من فئة الكاميرا الخفية يُعرض في قناة التونسية في رمضان 2013. تقوم فكرة البرنامج على استضافة شخصية مشهورة في أحد استوديوهات إذاعة موزاييك أف أم ثم تحريك الجدران للإيهام بوجود زلزال ثم رؤية ردة فعل الضيف و يقدمه الإعلامي الهادي زعيم .

## ضيوف الحلقات
1. celine sissou
2. فريد الباجي
3. فتحي الهداوي/قيس سعيد
4. سنية بن تومية
5. عصام الشابي/علاء الشابي
6. خميس الماجري/منذر بلحاج علي
7. زياد غرسة
8. سنية مبارك/سمير بالطيب
9. خالد حسني/مختار النايلي
10. نبيهة كراولي/منيرة حمدي
11. محمد العربي المازني وأزاد بادي ومحمود البارودي/عبد الوهاب الهاني
12. لطفي العبدلي وبنديرمان
13. الطاهر هميلة ومحمد عبو/رضا بلحاج
14. قيس سعيد
15. فتحي العويني/حياة جبنون